# ケプラー37c
ケプラー37cとは地球から215光年離れたところにある太陽より少し小ぶりな恒星、ケプラー37を公転している4つの太陽系外惑星の内の一つである。